# Haruku
L'isola di Haruku è un'isola facente parte dell'arcipelago delle Isole Lease, della reggenza di Central Maluku, nella provincia di Maluku, in Indonesia, situata a est dell'isola di Ambon dalla quale è separata dallo Stretto di Haruku, al largo della costa meridionale di Seram e appena a ovest di Saparua. È amministrata come un unico distretto, Kecamatan Pulau Haruku, con una popolazione al censimento del 2010 di 24.207 abitanti e una popolazione al censimento del 2020 di 27.390. Gli abitanti di Haruku parlano la lingua Haruku, oltre all'indonesiano e al malese ambonese.
Sull'isola ci sono sei villaggi cristiani (Aboru, Haruku, Hulaliu, Kariu, Oma e Wassu) e cinque musulmani (Kabau, Kailolo, Pelauw, Rohomoni e Samet). Come nella maggior parte delle isole delle Molucche, le spezie come la noce moscata, i chiodi di garofano, il cumino e lo zenzero sono coltivate come prodotti da reddito.
Nel 1527, i portoghesi furono i primi europei a raggiungere l'isola. Gli olandesi seguirono nel 1590 e fondarono Fort New Zealand, le cui rovine sono oggi un'attrazione turistica. Durante la Seconda Guerra Mondiale, i giapponesi stabilirono sull'isola un campo per prigionieri di guerra australiani e britannici, che vennero utilizzati come manodopera forzata per costruire una pista di atterraggio.